# The Stone Foxes
The Stone Foxes est un groupe américain de blues et de rock créé à San Francisco en 2005. Il compte quatre membres, Spence Koehler à la guitare/chant, Aaron Mort à la basse, Elliot Peltzman au clavier et Shannon Koehler à la batterie. 
The Stone Foxes est un groupe particulier, organisé, qui se différencie des autres durant les spectacles (exemple : Ils échangent leurs instruments sur scène, changent de chanteur sur scène).[réf. nécessaire]

## Albums
- Black Rolling Thunder (2006)
- The Stone Foxes (2008)
- Bears & Bulls (2010)
- Small Fires (2013)
- Twelve Spells (2015)
- Visalia EP (2017)